# پلنگ افتخاری
پلنگ افتخاری (انگلیسی: Leopard of Honour) جایزهٔ یک عمر دستاورد جشنواره لوکارنو است. جشنواره لوکارنو هرساله در لوکارنوی سوئیس برگزار می‌شود و این جایزه از سال ۱۹۸۹ اهدا شده‌است. پلنگ افتخاری به ویژه نشان‌دهندهٔ به رسمیت شناختن سینمای مؤلف و فیلمسازی خلاق و جسور است.

## برندگان
- ۱۹۸۹ – انیو موریکونه
- ۱۹۹۰ – جان ماریا ولونته
- ۱۹۹۱ – ژاک ریوت
- ۱۹۹۲ – مانوئل دی الیویرا
- ۱۹۹۳ – ساموئل فولر
- ۱۹۹۴ – کیرا موراتووا
- ۱۹۹۵ – ژان-لوک گدار
- ۱۹۹۶ – ورنر شروتر
- ۱۹۹۷ – برناردو برتولوچی
- ۱۹۹۸ – Freddy Buache و جو دانته
- ۱۹۹۹ – دانیل اشمید
- ۲۰۰۰ – پل ورهوفن و پائولو ویلاجیو
- ۲۰۰۱ – موسسه ساندنس
- ۲۰۰۲ – سیدنی پولاک
- ۲۰۰۳ – کن لوچ
- ۲۰۰۴ – ارمانو اولمی
- ۲۰۰۵ – تری گیلیام، عباس کیارستمی، و ویم وندرس
- ۲۰۰۶ – الکساندر سوکوروف
- ۲۰۰۷ – هو شیائو-شین
- ۲۰۰۸ – عاموس گیتای
- ۲۰۰۹ – ویلیام فریدکین و ایسائو تاکاهاتا
- ۲۰۱۰ – جیا ژانکو و آلن تانر
- ۲۰۱۱ – ایبل فرارا
- ۲۰۱۲ – لئوس کاراکس
- ۲۰۱۳ – ورنر هرتسوک
- ۲۰۱۴ – انیس واردا
- ۲۰۱۵ – مارکو بلوکیو و مایکل چیمینو
- ۲۰۱۶ – ماریو آدورف و آلخاندرو خودوروفسکی
- ۲۰۱۷ – تاد هینز و ژان ماری اشتراب
- ۲۰۱۸ – برونو دومن